# Armeno
Armeno (piemontiul: Armagn) település Olaszországban, Piemont régióban, Novara megyében. Lakosainak száma 2078 fő (2023. január 1.). Armeno Colazza, Gignese, Nebbiuno, Omegna, Pettenasco, Ameno, Brovello-Carpugnino, Massino Visconti, Miasino és Pisano községekkel határos.

## Népesség
A település népességének változása:
| Lakosok száma | 2185 | 2208 | 2216 | 2078 |
|               | 1905 | 2017 | 2018 | 2023 |